# Yucca baileyi
Yucca baileyi là một loài thực vật có hoa trong họ Măng tây. Loài này được Wooton & Standl. miêu tả khoa học đầu tiên năm 1913.

## Hình ảnh

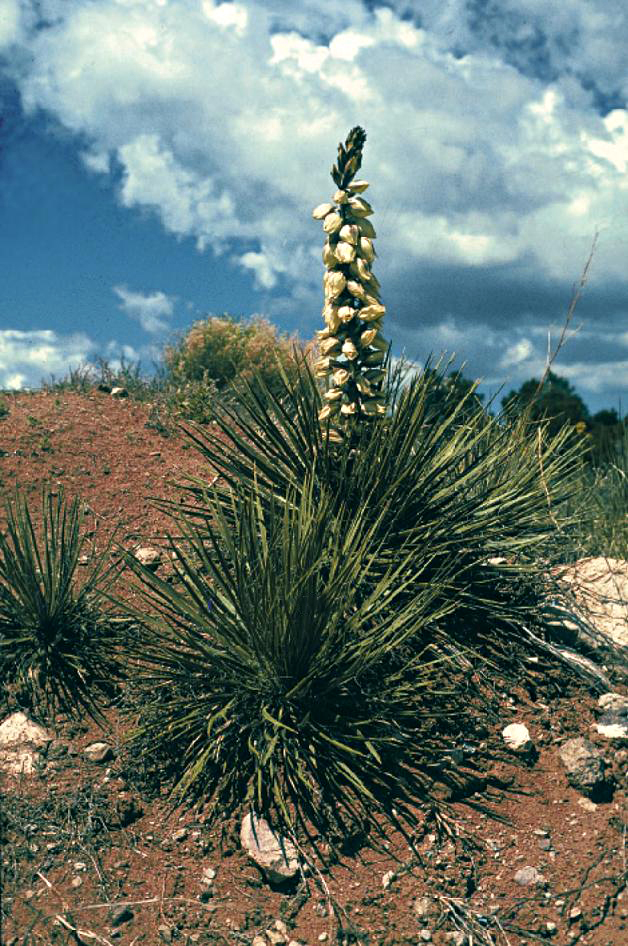
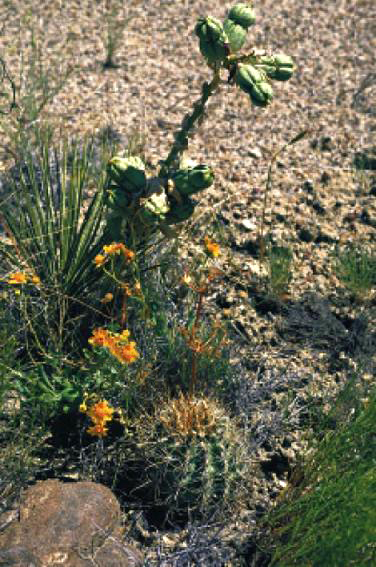
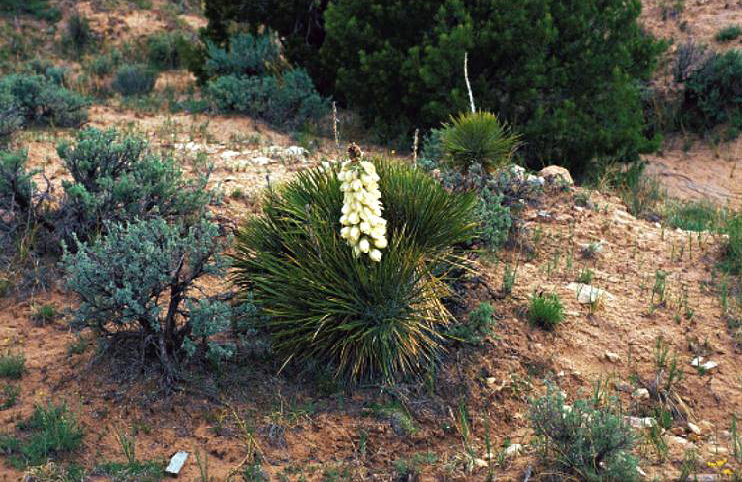
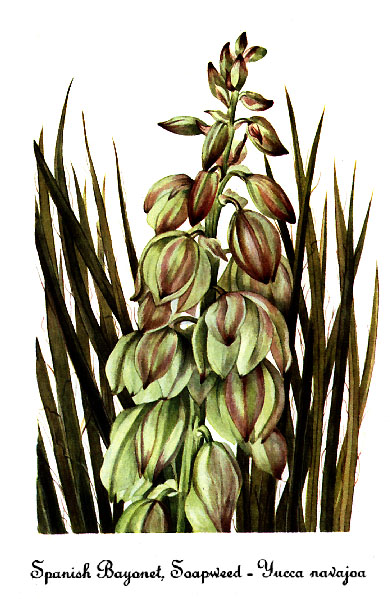